# Fernet-Branca
Fernet-Branca es una marca italiana de fernet, un estilo de amaro o bíteres. Fue formulado en Milán en 1845 y se fabrica allí por Fratelli Branca Distillerie.

## Historia
Fernet-Branca fue formulado en Milán en 1845 por un herborista autodidacta, Bernardino Branca, quien junto con sus hijos estableció un negocio para fabricarlo y venderlo. Se comercializaba como un tónico revitalizante y como un remedio para los gusanos, la fiebre, el cólera y el dolor menstrual. A partir de 1886, la compañía publicó calendarios anuales con obras de artistas reconocidos. El logotipo del águila y el globo terráqueo fue diseñado en 1893 por Leopoldo Metlicovitz.
La empresa comenzó a exportar a Argentina en 1907 y en 1925 estableció una destilería en Buenos Aires. En los Estados Unidos, la bebida se popularizó después de la aprobación de las leyes de prohibición en 1919, ya que se vendía en farmacias como un producto medicinal.  Para satisfacer la demanda estadounidense, Branca estableció una oficina en Tribeca, Nueva York, en 1936. La producción en los Estados Unidos alcanzó su punto máximo en 1960 con 60 000 cajas.

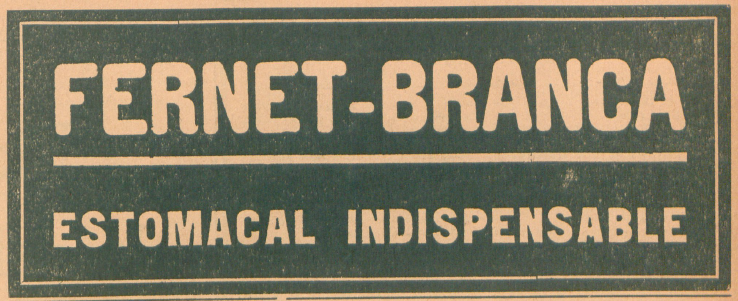
Publicidad de Fernet Branca como estomacal indispensable en la revista argentina Fray Mocho del 8 de febrero de 1921

## Formulación
Fernet-Branca se produce según la receta original de 1845. Está elaborado con 27 hierbas y otros ingredientes; la fórmula exacta es un secreto comercial. Fuentes han reportado que su receta incluye ruibarbo chino, Aloe ferox (aloé amargo), quina, chocolate, quinina y angélica. Según el sitio web de Branca, la bebida contiene «ruibarbo de China, genciana de Francia, galanga de India o de Sri Lanka, (y) manzanilla de Europa [o] Argentina», así como tilo, iris, azafrán, zedoaria, mirra y quina.
Fernet-Branca tiene un mayor contenido de alcohol, del 39%, y un menor contenido de azúcar que la mayoría de los otros amari. Se envejece en barricas de roble durante un año.
El fabricante también ofrece un licor más dulce y con sabor a menta, Branca Menta.

## Consumo
Fernet-Branca se consume frecuentemente solo como digestivo, o como componente de mezcla (generalmente de apoyo y no como ingrediente principal) en cócteles como el «Toronto», el «Fanciulli» y el «Hanky Panky».
En Argentina, el fernet con coca, es decir, Fernet-Branca con Coca-Cola, es una bebida popular. Algunas fuentes reportan que más del 75% de todo el fernet producido a nivel mundial se consume allí.
En los Estados Unidos, se le ha llamado «El Saludo del Cantinero». Se estima que el 35% de todo el Fernet-Branca importado a los Estados Unidos se consume en San Francisco.